# Xylophanes cyrene
Xylophanes cyrene är en fjärilsart som beskrevs av Druce 1881. Xylophanes cyrene ingår i släktet Xylophanes och familjen svärmare. Inga underarter finns listade i Catalogue of Life.

## Beskrivning

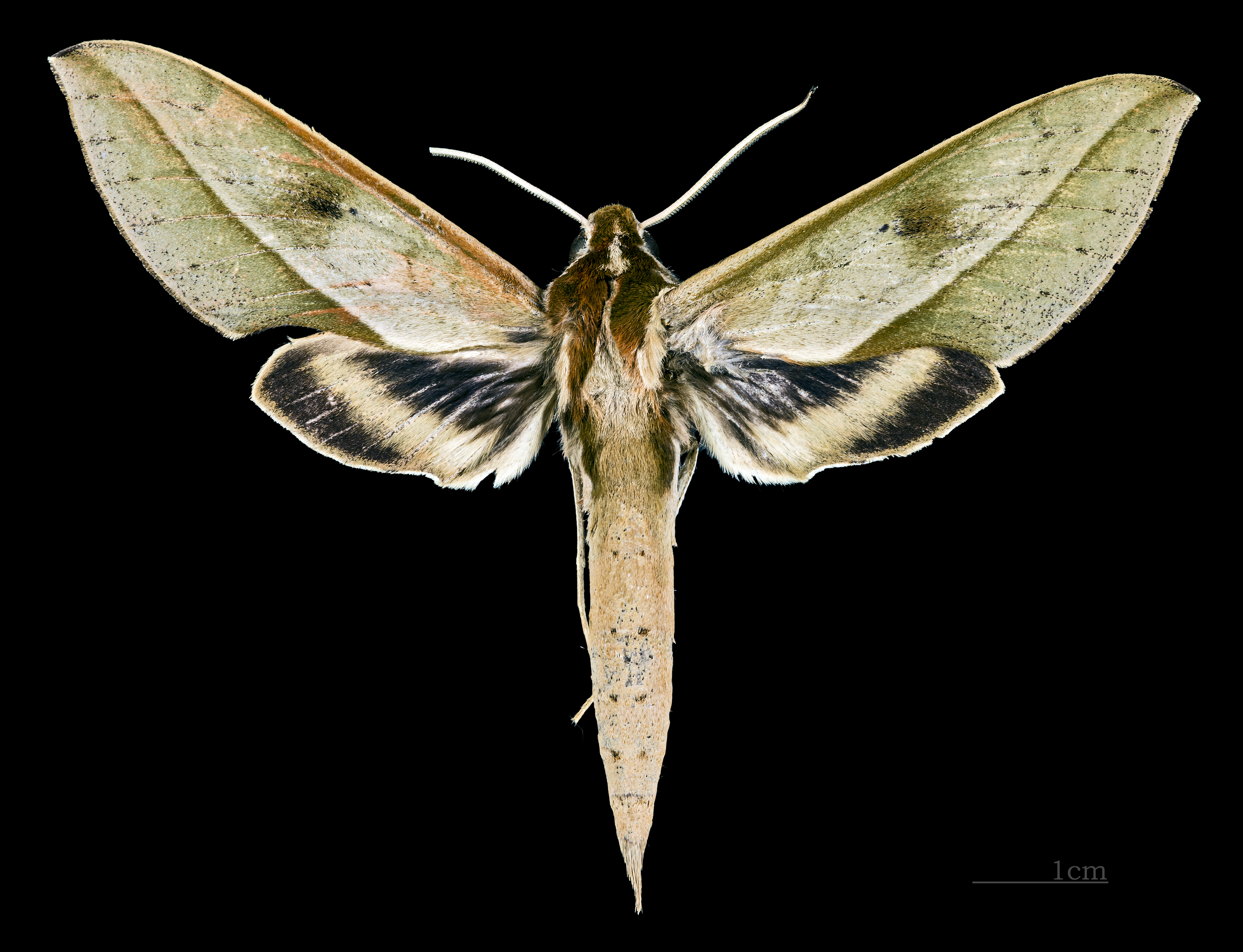
Xylophanes cyrene ♂
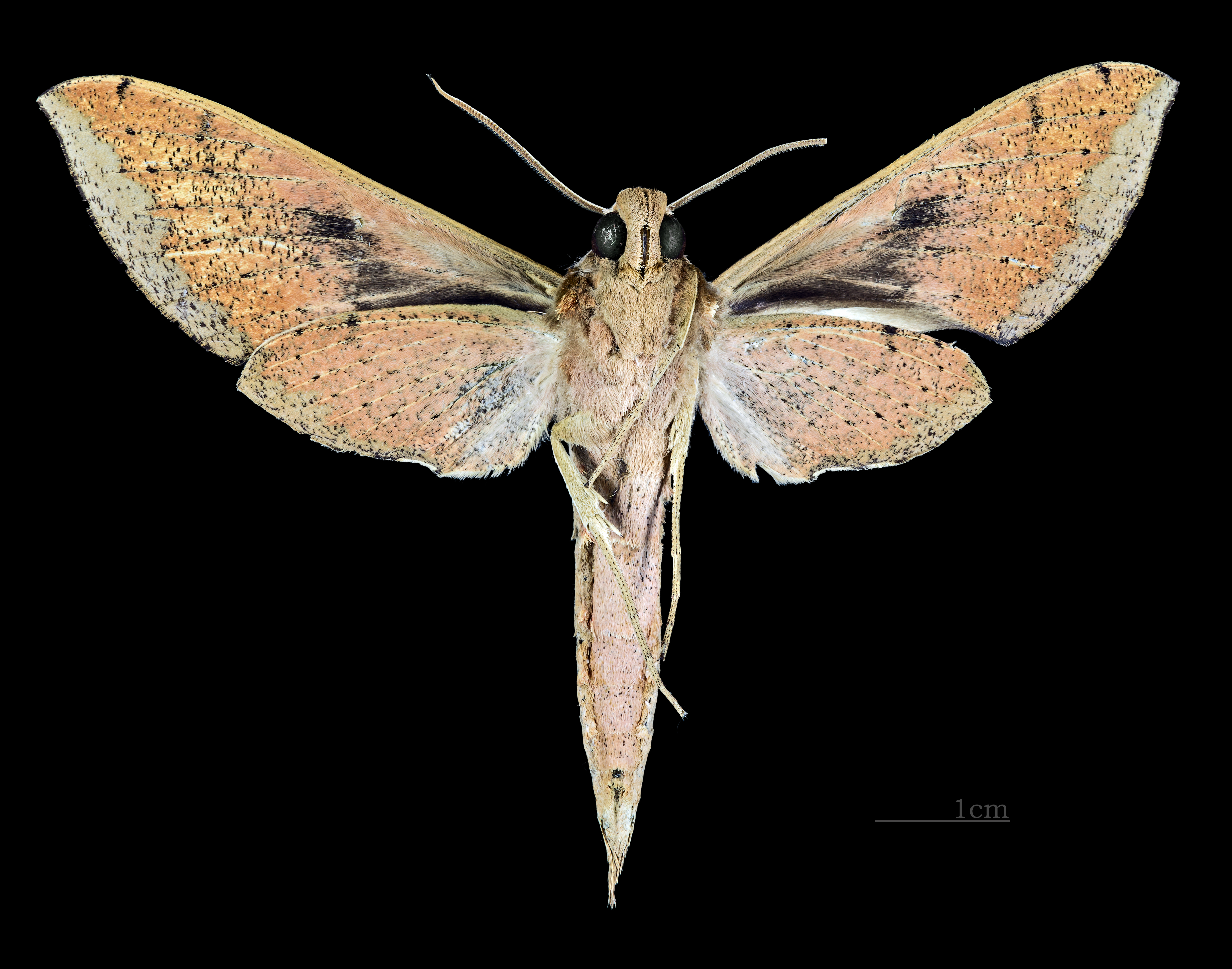
Xylophanes cyrene ♂ △
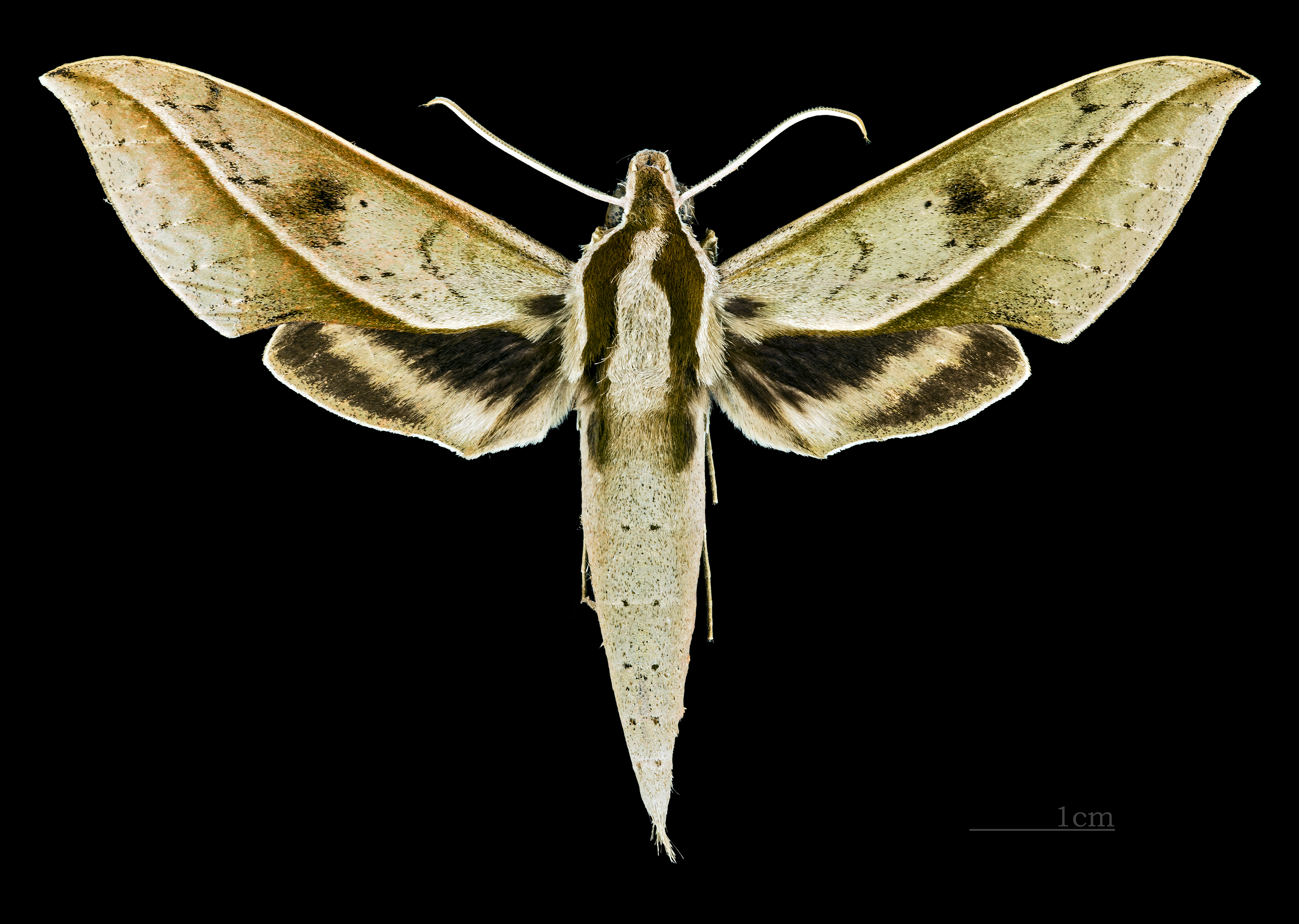
Xylophanes cyrene ♀
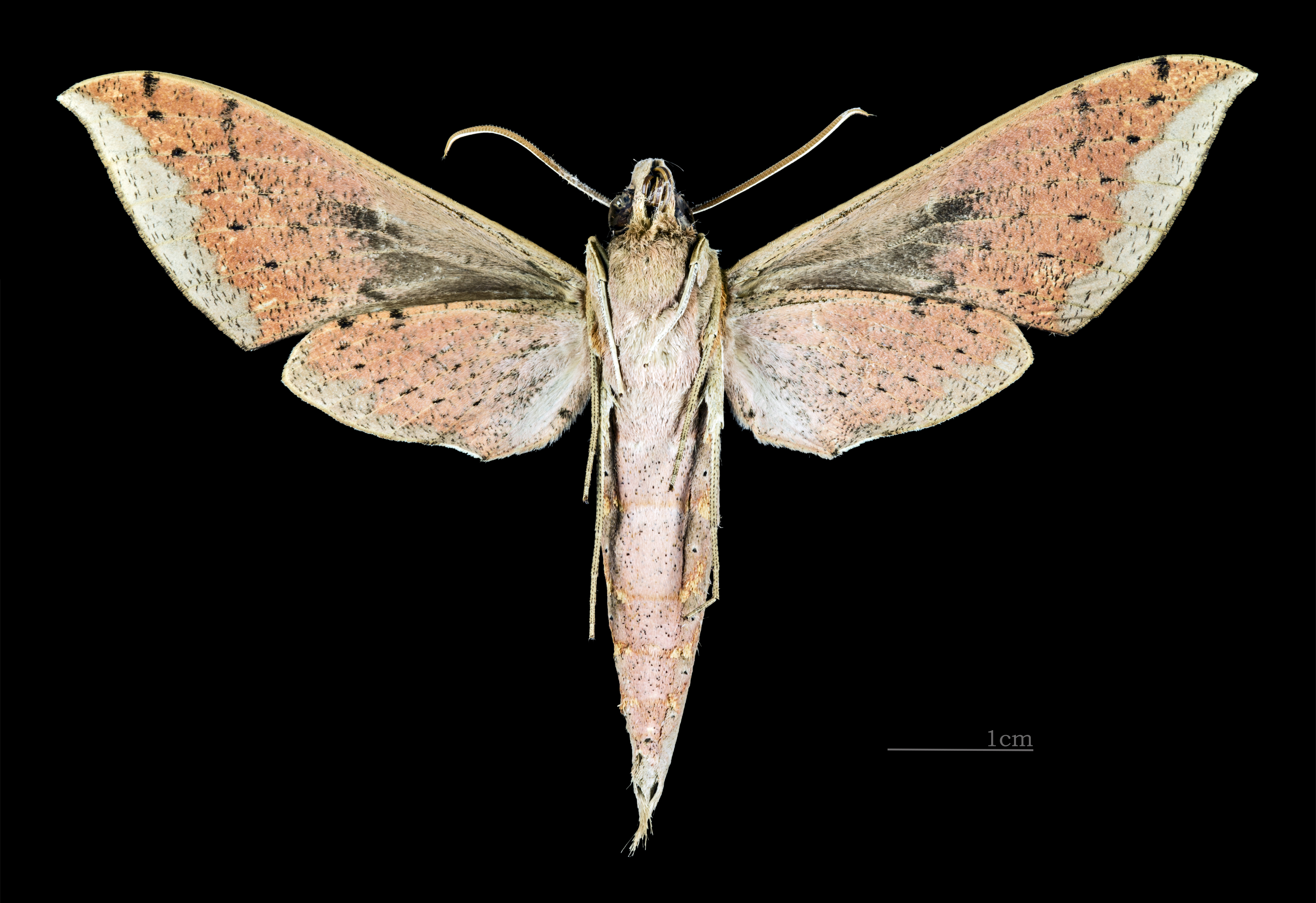
Xylophanes cyrene ♀ △